# Federación de Fútbol de Levante
La Federación de Fútbol de Levante, oficialmente como Federación Levantina de Clubs de Foot-ball, fue un organismo regulador del fútbol en la zona de Levante, España. Fundada el 18 de agosto de 1918 fruto de la división en el seno de la Federación Regional Valenciana de Clubes de Foot-Ball en dos otras, la sección norte y la que atañe este artículo calificada de sección sur con los equipos más representativos de la región de Murcia, donde entonces se encontraba también encuadrada la provincia de Albacete.
La nueva federación acordó en una sesión celebrada el 26 de noviembre de 1919 en Alicante la constitución del Campeonato Regional de Levante, disputándose este hasta el año 1924, año de la extinción del organismo. Al igual que el resto de campeonatos regionales, era valedero para participar en el Campeonato de España. El desenlace en su devenir, producido por diversas discrepancias debido a intervenciones federativas, abocó en un nuevo desdoblamiento de la organización en otros dos estamentos:
- La Federación Regional Valenciana de Clubes de Foot-ball (ya existente anteriormente y en adelante integrada por equipos de la provincia de Valencia, la provincia de Castellón, y la provincia de Alicante).[2][3]

- La Federación Regional Murciana de Clubes de Foot-ball (integrada por equipos de la Región de Murcia, y la provincia de Albacete).[4]

Ambas federaciones organizaron sus propios torneos regionales de forma independiente, los cuales siguieron siendo clasificatorios para la Copa del Rey de Fútbol a nivel nacional, hasta que entre 1934 y 1937 en lugar de los campeonatos regionales de primera categoría, se disputó el Campeonato Supraregional, que enfrentaba a los principales equipos de ambas federaciones. 

## Historia

### Reseña organizativa de las federaciones históricas
|           | Región de Levante                           | Región de Valencia                              | Región de Murcia                            |
| --------- | ------------------------------------------- | ----------------------------------------------- | ------------------------------------------- |
| 1909-19   | —                                           | Federación Valenciana de Clubes de Foot-Ball    | —                                           |
| 1919-24   | Federación Levantina de Clubes de Foot-Ball | Federación Regional Valenciana (Sección Norte)  | Federación Regional Levantina (Sección Sur) |
| 1924-40   | —                                           | Federación Regional Valenciana (Sección Norte)  | Federación Regional Murciana (Sección Sur)  |
| 1940-90   | —                                           | Federación Territorial Valenciana de Fútbol     | Federación Murciana de Clubes de Fútbol     |
| 1990-Act. | —                                           | Federación de Fútbol de la Comunidad Valenciana | Federación de Fútbol de la Región de Murcia |

## Campeonato regional
Es difícil entender lo sucedido en los campeonatos regionales en la zona levantina sin aludir al Campeonato Regional de Valencia y al Campeonato Regional de Murcia. Debido a la implantación en 1919 de la federación levantina, que agrupaba a conjuntos de las provincias valencianas y la Región de Murcia —formada entonces por las provincias de Murcia y Albacete—, se disputaron dos campeonatos subregionales denominados Sección Norte para los valencianos y Sección Sur para los murcianos. Tras dilucidar cada uno su campeón, éstos disputaban un encuentro para definir al que era proclamado como campeón regional de Levante. En varias ediciones, se diferenció subregionalmente a los equipos de Castellón, que contendieron también para el título final.
Nombres y banderas de los equipos según la época.
| Temporada             | Campeón                  | Campeón Sección Castellón | Campeón Sección Norte                     | Resultado             | Campeón Sección Sur     | Notas                                                            |
| Campeonato de Levante | Campeonato de Levante    | Campeonato de Levante     | Campeonato de Levante                     | Campeonato de Levante | Campeonato de Levante   | Campeonato de Levante                                            |
| --------------------- | ------------------------ | ------------------------- | ----------------------------------------- | --------------------- | ----------------------- | ---------------------------------------------------------------- |
| 1918-19               | C. D. Aguileño           | —                         | España de Valencia F. C. Gimnástico F. C. |                       | C. D. Aguileño          | Desconocido quien disputó el campeonato por la Sección Norte.    |
| 1919-20               | No disputado.            | —                         | Gimnástico F. C.                          |                       | Cartagena F. C.         |                                                                  |
| 1920-21               | Levante de Murcia F. C.  | Cervantes F. C.           | Gimnástico F. C.                          |                       | Levante de Murcia F. C. | Sección Norte disputado entre campeones de Castellón y Valencia. |
| 1921-22               | España de Valencia F. C. | —                         | España de Valencia F. C.                  |                       | Levante de Murcia F. C. |                                                                  |
| 1922-23               | Valencia F. C.           | —                         | Valencia F. C.                            |                       | Murcia F. C.            |                                                                  |
| 1923-24               | C. N. Alicante           | —                         | Gimnástico F. C.                          |                       | C. N. Alicante          |                                                                  |
| 1924-25               | Valencia F. C.           | C. D. Castellón           | Valencia F. C.                            |                       | C. N. Alicante          | Se incluyó la Sección Centro, pasando a ser la Norte Castellón.  |